# Carol Danversová (Marvel Cinematic Universe)
Carol Danversová je fiktivní postava z franšízy Marvel Cinematic Universe, hraná americkou herečkou Brie Larson. Postava je založená na stejnojmenné postavě z komiksů vydavatelství Marvel Comics, kde je také běžně známá jako Captain Marvel.
Danversová je bývalá stíhací pilotka amerického letectva, která získala nadpřirozené schopnosti při testování nadsvětelného motoru a následnému vystavení energii z Teseraktu. Po pobytu na planetě s rasou Kree, se vrátila zpět na Zemi, kde se spojí s Nickem Furym a obnoví si vzpomínky na Zemi. O pár desítek let později se připojí k Avengers v bitvě proti Thanosovi.
Od debutu ve filmu Captain Marvel, se Danversová objevila v dalších třech filmech a v seriálech Co kdyby…? a Ms. Marvel.

## Fiktivní biografie

### Původ a vrácení se na Zemi
V roce 1995, na planetě Hala hlavního města říše Kree, Danversová, zde jako Versová, trpí amnézií a opakujícími se nočními můrami zahrnující starší ženu, bývalou zkušební pilotku amerického letectva, díky které získala nadpřirozené schopnosti z Teseraktu po výbuchu, který jí zároveň vymazal paměť. 
Yon-Rogg, její rádce a velitel, ji trénuje, aby ovládala své schopnosti, zatímco Nejvyšší inteligence, umělá inteligence, která vládne Kree, na ni naléhá, aby udržela své emoce na uzdě. Během mise na záchranu tajného agenta infiltrujícího skupinu Skrullů je Versová zajata velitelem Skrullů, Talosem. Během výslechu se jí však vrátí vzpomínky na Zemi. Versová uteče a nouzově přistane v Los Angeles. Její přítomnosti si všimnou agenti S.H.I.E.L.D.u Nick Fury a Phil Coulson. Versová a Fury později jedou do základny projektu Pegasus amerického letectva. Zjistí, že Versová byla pilot, o kterém se předpokládá, že zemřel v roce 1989 při testování nadsvětelného motoru, navrženého doktorkou Wendy Lawsonovou, kterou Versová pozná jako ženu ze svých nočních můr. Letí proto do Louisiany, aby se setkali s bývalou pilotkou Marií Rambeauovou, poslední osobou, která viděla Versovou a Lawsonovou naživu. Rambeauová a její dcera Monica odhalí, že Versová je ve skutečnosti Carol Danversová, která pro ně byla kdysi jako rodina. 
Talos, který mezitím dorazil, vysvětlí, že Skrullové jsou uprchlíci hledající nový domov a že Lawsonová jim pomáhala. Talos přehraje obnovenou nahrávku z experimentálního letu, čímž Danversovou přiměje, aby si vzpomněla na havárii, kde absorbovala energii z exploze, získala sílu, ale ztratila paměť.
Danversová, Talos, Fury a Rambeauová najdou Lawsonové maskovanou laboratoř obíhající Zemi, kde Lawsonová ukryla několik Skrullů, včetně Talosovy rodiny, a Teserakt. Danversová je však zajata Yon-Roggem a propojena s Nejvyšší inteligencí. Danversová si ale odstraní implantát od Kree, který během jejich rozhovoru potlačoval její schopnosti. a uprchne. V následné bitvě Fury získá Goose, kočku, která je ve skutečnosti mimozemšťan z rasy Flerken. Goose spolkne Teserakt a poškrábe Furyho, čímž mu oslepí levé oko. Danversová zničí bombardér Kree, donutí důstojníka Kree Ronana k ústupu a pošle ho zpět na Halu s varováním pro Nejvyšší inteligenci.
Danversová poté odletí, aby pomohla Skrullům najít nový domov, a zanechá Furymu upravený pager, aby ji v případě nouze kontaktoval.

### Boj proti Thanosovi
V roce 2018 je Danversová přivolána Furym, přes pager během Probliku. Danversová se proto vrátí na Zemi a vysleduje aktivovaný pager do základny Avengers, kde se setká s přeživšími členy. Poté je poslána do vesmíru, aby zachránila Tonyho Starka a Nebulu, a přivedla je zpět na základnu. Danversová se poté připojí k přeživším Avengers, kteří letí za Thanosem. Danversová pomůže Avengers v konfrontaci s Thanosem, ale Thanos řekne, že Kameny nekonečna zničil a nelze je vrátit.
Později, v roce 2023, přiletí Danversová Avengers na pomoc, při boji s alternativním Thanosem. Získá Rukavici nekonečna a pokusí se s ní vletět do kvantového tunelu, ale zastaví ji Thanos. Danversová ho na chvíli přemůže, ale Thanosovi se podaří aktivovat Kámen moci a odhodí ji pryč. O týden později se zúčastní Starkova pohřbu, kde se sejde s Furym.

### Setkání s Shang-Chim
V roce 2024 Danversová, Banner a Wong diskutují ohledně deseti prstenů se Shang-Chim a Katy. Zatímco ona na deseti prstenech nepozná nic cizího, Wong zjistí, že deset prstenů vysílá neznámé signály, ale Danversová se mezitím odpojí a odejde.

## Alternativní verze

### Co kdyby…?

#### Smrt Avengers
V alternativním roce 2011 je Danversová povolána Furym, aby bojovala s asgardskou armádou vedenou Lokim po boku Rogerse po smrti ostatních kandidátů iniciativy Avengers.

#### Thorova párty
V alternativním roce 2011 je Danversová povolána Marií Hillovou, aby zastavila Thorovu mezigalatickou partu, která se vymkla kontrole. Danversová konfrontuje Thora, ale ten odmítá odejít a bojuje s ní. Danversová ustoupí a vytvoří plán se S.H.I.E.L.D.em, jak vylákat Thora do sibiřské pouště, kde s ním svedou boj. Thorova matka Frigga ale zasáhne a přiměje Thora, aby napravil škody, které vznikly při párty.

#### Výhra Ultrona
V alternativním roce 2015 Danversová brání planetu Xandar proti Ultronovi poté, co získal všechny Kameny nekonečna. Zažene ho do jádra planety ve snaze ho zničit, ale je zabita, když Ultron použije plnou sílů Kamenů.

## Výskyt

### Filmy
- Captain Marvel
- Avengers: Endgame [11]
- Shang-Chi a legenda o deseti prstenech (potitulková scéna)[12]
- Marvels

### Seriály
- Co kdyby…? [13]
- Ms. Marvel (potitulková scéna)